# Alata
Alata (en cors Alatà) és un municipi francès, situat a la regió de Còrsega, al departament de Còrsega del Sud. L'any 2005 tenia 2.785 habitants.

## Demografia
| 1962 | 1968 | 1975 | 1982 | 1990 | 1999 |
| ---- | ---- | ---- | ---- | ---- | ---- |
| 391  | 410  | 452  | 1132 | 2077 | 2459 |
|      |      |      |      |      |      |

## Administració
| Període   | Identitat         | Partit | Qualitat |
| --------- | ----------------- | ------ | -------- |
| 2008-2014 | Etienne Ferrandi  | PRG    |          |
| 2006-2008 | Etienne Ferrandi  | PRG    |          |
| 1989-2006 | François Dominici | PRG    |          |
| ????-1989 | Jérôme Casalonga  | ???    |          |

## Persages il·lustres
- Carlo Andrea Pozzo di Borgo